# Ping An Finance Centre
Het Ping An Finance Centre (PAFC), ook Ping An International Finance Centre of Ping An IFC (Chinees: 平安国际金融中心) is een wolkenkrabber in het central business district van de stadsprefectuur Shenzhen, China. Het gebouw heeft een hoogte van 599,1 meter en telt 115 verdiepingen boven de grond en vijf verdiepingen ondergronds. Het bouwwerk was bij zijn ingebruikname in 2017 het op drie na hoogste gebouw ter wereld.
Eigenaar en bouwheer is Ping An Insurance. Het perceel werd aangekocht in 2007. Het Amerikaans architectuurbureau Kohn Pedersen Fox Associates trad van 2008 tot 2017 op als architect met Thornton Tomasetti voor ingenieurstechnieken. Hoofdaannemer was China State Construction Engineering Corporation.
In maart 2013 rees er twijfel over de kwaliteit van het bij de bouw van de wolkenkrabber gebruikte beton. Het werd gemaakt met zeezand, waarvan het chloride-ionen-gehalte het risico op corrosie verhoogt. In Shenzhen is het gebruik van deze grondstof gebruikelijk. Controles door een bevoegde instantie waren bevredigend, de bouw kwam niet meer dan enkele dagen stil te liggen.

## Functies
De primaire functie van de toren is kantoorruimte, waaronder het hoofdkantoor van Ping An Insurance, maar er zit ook een hotel, een conferentiecentrum, een shopping mall en andere winkelruimte in. Daarnaast zijn 2 verdiepingen in gebruik als observatorium. Met een platform op 562 meter hoogte heeft het bouwwerk het hoogste observatieplatform in een wolkenkrabber ter wereld, hoger dan de 561 m van de Shanghai Tower. De vloeroppervlakte bedraagt 308.600 m² maar de wolkenkrabber heeft onderaan een elf verdiepingen hoge bredere sokkel en inclusief deze ruimte stijgt het totale vloeroppervlak tot 495.525 m². Daarnaast is er ook nog 90.000 m² oppervlakte in 5 ondergrondse verdiepingen. Het gebouw weegt 620.000 ton, en heeft acht dragende kolommen, 6 bij 3,2 m lang en breed op het onderste verdiep en 2,9 bij 1,4 m lang en breed aan de top. In de wolkenkrabber zijn 33 dubbeldeksliften.

## Hoogte
Om van de wolkenkrabber de hoogste van China te maken, hoger dan de 632 m hoge Shanghai Tower, was voorzien boven op het bouwwerk een 60 meter hoge antenne te plaatsen. Begin 2015 werd hiervan afgezien, omwille van mogelijke impact op de vliegroutes in de zone. Ping An stelde dat het "niet nastreefde om het hoogste gebouw van China te bouwen". De plannen zijn evenwel niet definitief van de baan en de structuur in de kroon werd voorzien om de antenne alsnog op een later moment te installeren en van het Ping An IFC de hoogste wolkenkrabber van China te maken.
Tussen 2014 tot 2018 werd een tweede toren aan het complex toegevoegd. Deze circa 300 meter hoge zuidertoren is met een brug op de lagere verdiepingen verbonden met de hoofdtoren. Naast kantoorruimte is een hotel van Hyatt in gevestigd.